# Tokke (Fluss)
Tokke ist ein Fluss in der norwegischen Provinz Fylke Telemark. Er ist Teil des Flusssystems Skiensvassdraget.

## Verlauf
Der Fluss fließt am Südostufer des Sees Totak ab. Dieser liegt in der Kommune Vinje. Von dort fließt er Richtung Süden. Bei der Ortschaft Åmot mündet der von Westen kommende Fluss Vinjeåi in den Fluss Tokke. Dort überquert auch die Straße Europastraße 134 (E134), auch bekannt als Haukelivegen, den Fluss. Etwas südlich der Ortschaft bildet der Fluss die Grenze zwischen Vinje im Westen und Tokke im Osten. In der Kommune Tokke knickt der Fluss in den Osten ab und mündet bei der Ortschaft Dalen in den See Bandak. Kurz vor der Mündung in den See fließt der Fluss Dalåi in den Fluss Tokke.